# Les Mées (Sarthe)
Mées – miejscowość i gmina we Francji, w regionie Kraj Loary, w departamencie Sarthe.
Według danych na rok 1990 gminę zamieszkiwało 117 osób, a gęstość zaludnienia wynosiła 17 osób/km² (wśród 1504 gmin Kraju Loary Mées plasuje się na 1107. miejscu pod względem liczby ludności, natomiast pod względem powierzchni na miejscu 1126.).